# Distretto di Margos
Il distretto di Margos è un distretto del Perù nella provincia di Huánuco (regione di Huánuco) con 24.573 abitanti al censimento 2007, dei quali 6.480 censiti in territorio urbano e 8.280 in territorio rurale.
È stato istituito il 10 settembre 1906, ed ha come capoluogo il centro abitato di Margos.